# Nils Schumann
Nils Schumann (Bad Frankenhausen, 20 maggio 1978) è un mezzofondista tedesco, specializzato negli 800 metri piani.

## Biografia
Ai Giochi della XXVII Olimpiade vinse l'oro nei 800 metri piani ottenendo un tempo migliore del danese Wilson Kipketer (medaglia d'argento) e dell'algerino Djabir Saïd-Guerni.

## Palmarès
| Anno | Manifestazione  | Sede     | Evento      | Risultato | Misura  | Note |
| ---- | --------------- | -------- | ----------- | --------- | ------- | ---- |
| 1998 | Europei indoor  | Valencia | 800 m piani | Oro       | 1'47"02 |      |
| 1998 | Europei         | Budapest | 800 m piani | Oro       | 1'44"89 |      |
| 2000 | Europei indoor  | Gand     | 800 m piani | Argento   | 1'48"41 |      |
| 2000 | Giochi olimpici | Sydney   | 800 m piani | Oro       | 1'45"08 |      |
| 2002 | Europei         | Monaco   | 800 m piani | Bronzo    | 1'47"60 |      |

## Altre competizioni internazionali
1998
- Oro in Coppa del mondo ( Johannesburg), 800 metri - 1'48"66

2002
- Coppa Europa di atletica leggera ( Annecy)
- 5º in Coppa del mondo ( Madrid), 800 m piani - 1'45"34